# Чепіга Костянтин Миколайович
Чепіга Костянтин Миколайович (нар. 13 грудня 1941 р, у селі  Яблуневе , Оржицький район Полтавської області, Україна - 16 березня 2021, м. Київ,  Україна  - відомий український художник живописець. Кавалер Орденів Святого Рівноапостольного  Князя Володимира Великого ІІ ступеня та ІІІ ступеня. Дипломант Всеукраїнської програми «Золотий Фонд нації».  Лауреат Міжнародної премії імені Володимира Винниченка за творчі досягнення в галузі  української літератури і мистецтва та  благодійницьку  діяльність.  Ім’я художника занесено  до трьохтомної історії м. Києва у  розділ:  “Провідні  діячі Києва   минулого і  сьогодення”.   

## Життєпис

### Дитинство
Народився у селі Яблуневе (Лубенський район) на Полтавщині  13 грудня 1941 року. 
Батько - Микола Олексійович Чепіга (1910- 1976)  був родом із родини Запорізького козака Якова Чепіги. Мати - Людмила Дмитрівна (1910-1973) із родини українського фольклориста і етнографа Миколи Михайловича Білозерського (1833-1896).
1941-1959 роки. Складне та не просте дитинство почалось у Велику Вітчизняну Війну. Батьки були вимушені постійно працювати, щоб нагодувати родину, а за Костянтином і його молодшими братами Миколою і Петром доглядала старша сестра Людмила. Батько Микола Олексійович Чепіга - учасник  Великої Вітчизняної війни. Отримав  поранення у 1944 р. при звільнені міста   Каунаса у Литві. Пройшов  бойовий шлях від  Дніпра до  Кенігзбергу, був нагороджений багатьма державними нагородами. Після працював комбайнером  та був гарним фахівцем  по ремонту сільсько— господарських машин у  Яблунівській Машино - Тракторній  Станції (МТС),  яка була державним підприємством  та обробляла землі колгоспів  всього Оржицького району.  Микола Олексійович був відмічений  за  відмінну роботу  на дошці пошани. 
Мати - Людмила Дмитрівна Чепіга  працювала у колгоспі робітницею. Була дуже гостинною господинею, доброю матусею, народила чотирьох дітей.
У 1959 році Костянтин на відмінно закінчив  Яблунівську загальноосвітню школу 1-3 ступенів Оржицької районної ради Полтавської області Яблунівської сільської ради. З дитинства проявив хист до малювання, любив читати книги, слухати музику, вчився фотографувати.

### Юність
З 1959 по 1961 рр.   У 1959 році Костянтин переїджає жити до Литви де працював техніком у дивізійних авіаційних ремонтних майстернях на аеродромі у технічній частині , тому що дуже важко було поступити до військового авіаційного училища, на той час це була мрія Костянтина. Проявивши себе дуже гарним майстром йому від військової частини дали направлення на вступ до  Ризького авіаційного радіотехнічного училища. 
У 1961 році  Чепіга Костянтин вступає у  Ризьке військове авіаційне радіотехнічне училище на факультет: інженер радіо обладнання у літаках. В училищі  навчався  на відмінно, жив активно, весело, співав, малював, фотографував.         
З 1961-1964 рр.   Паралельно з навчанням у училищі Чепіга  Костянтин студіював живопис  при Ризької академії мистецтв у професора  А. З Бикова.
У 1964. р. Костянтин закінчує Ризьке військове авіаційне радіотехнічне училище у звані лейтенанта  та отримує направлення нести військову службу  у Одеський округ у селище міського типу Лиманське.

### Зрілість
З 1965 по 1976рр.Чепіга К. ніс військові обов'язки  у Молдові у військовій частині  Маркулєшти, села Лунга. У  1966 році одружуєтсь з Афанас'євою Євдокією Георгієвною (1945р.н.) . У травні 1967 році народжується син Роман, а у травні 1973 донька Людмила.
 З 1976  по 1981 рр.  Костянтин Чепіга  за призначенням  разом з родиною  переїжджає у Німеччину  та служить у військовому гарнізоні  групи Радянських військ  у місті  Фінстервальде, з часом за відмінну службу отримує звання капітана.
Паралельно Костянтин розвиває свій  талант художника. Він навчається живопису у німецького художника Ганса Карла  Куммера з  1977-1981рр. 
У 1981 році Костянтин Чепіга за покликанням служби разом з родиною переїзжджає до  Східного Сибіру.  Спочатку у маленьке робітниче селище Середній, а з часом  у місто Іркутськ.  Костянтина призначають начальником солдатського клубу.
У 1985  році Костянтин Чепіга разом з сім’єю переїжджає жити у місто Київ, продовжує нести службу у повітряних військах працюючи у Київському вищому авіаційному інженерному училищі у званні майора.      
Все своє життя Костянтин Чепіга мріяв жити у рідній Україні і доля виконала його мрію. У 1985  році Костянтин Чепіга разом з сім’єю переїжджає жити у місто Київ, продовжує нести службу у повітряних військах працюючи у Київському вищому авіаційному інженерному училищі у званні майора.  У 1988 р. оселяється на Лівому березі Києва у Дарниці, де буде жити до кінця своїх днів. 
                        

## Нагороди та відзнаки
Кавалер  Орденів Святого Рівноапостольного  Князя Володимира   Великого ІІ ступеня та ІІІ ступеня.   Дипломант Всеукраїнської програми «Золотий Фонд нації». Лауреат Міжнародної  премії імені  Володимира Винниченка за творчі досягнення в   галузі   української літератури і мистецтва та благодійницьку  діяльність.  Ім’я художника занесено  до трьохтомної історії м. Києва у  розділ:  “Провідні  діячі Києва   минулого і  сьогодення”.         